# John S. McCain Sr.
John Sidney McCain Sr., pseud. Slew (ur. 9 sierpnia 1884 w Carroll County, zm. 6 września 1945 w Coronado) – amerykański wojskowy, admirał Marynarki Wojennej Stanów Zjednoczonych.

## Życiorys
Urodził się 9 sierpnia 1884 jako syn Johna Sidneya i Elizabeth-Ann McCainów. Rozpoczął studia na Uniwersytecie Mississippi, a następnie przeniósł się do Akademii Marynarki Wojennej Stanów Zjednoczonych, którą ukończył w 1906. Pełnił funkcję szefa Biura Lotnictwa Marynarki Wojennej. Był świadkiem kapitulacji Japonii na pokładzie USS „Missouri” w Zatoce Tokijskiej 2 września 1945. Zmarł cztery dni później po powrocie do Stanów Zjednoczonych. Został pochowany na Cmentarzu Narodowym w Arlington.
Był ojcem Johna S. McCaina Jr. (również admirała), i dziadkiem senatora Partii Republikańskiej Johna McCaina.

## Odznaczenia
- Krzyż Marynarki Wojennej
- Medal Marynarki Wojennej za Wybitną Służbę – trzykrotnie
- Mexican Service Medal
- Medal Zwycięstwa I Wojny Światowej
- Medal Amerykańskiej Służby Obronnej
- Medal Kampanii Amerykańskiej
- Medal Kampanii Azji-Pacyfiku
- Medal Zwycięstwa w II Wojnie Światowej
- Medal Armii Okupacyjnej Marynarki Wojennej – pośmiertnie

## Upamiętnienie
- Johnowie S. McCain – senior i junior – byli pierwszymi oficerami w historii US Navy, którzy jako para ojciec i syn służyli w randze admirała.
- Dla upamiętnienia obu admirałów amerykański niszczyciel rakietowy typu Arleigh Burke otrzymał imię: „John S. McCain”.